# Benito Cuñarro
Benito María Cuñarro Páez (Florida, Uruguay, 7 de mayo de 1855-Montevideo, ídem, 28 de febrero de 1941) fue un magistrado y político uruguayo, miembro de la primera Alta Corte de Justicia de su país entre 1907 -año de su creación- y 1928. Previamente a ello se desempeñó como diputado, senador y Jefe Político por el Partido Colorado.

## Primeros años
Nació en Florida en 1855, hijo de José María Cuñarro y Juana Páez.
Realizó sus estudios secundarios y superiores en Buenos Aires, Argentina, en el Colegio Nacional y la Facultad de Derecho respectivamente, donde obtuvo su título de abogado en 1881.
Retornando al Uruguay, se desempeñó durante algunos años como Juez Letrado en Río Negro.

## Carrera política
En 1885 fue electo diputado por Río Negro para la 15.ª legislatura (1885-1888), en pleno régimen autoritario de Máximo Santos
Fue expulsado del Parlamento en agosto de 1886, junto a otros nueve legisladores colorados que se vieron involucrados en un plan para crear un periódico opuesto al gobierno que se denominaría La Libertad, por lo que recibieron amenazas de parte de Santos. Declarando carecer de garantías, abandonaron el país, por lo que el presidente solicitó al Parlamento su destitución, a lo que se hizo lugar por abandono de sus bancas.
Cuñarro permaneció en Buenos Aires, participando en actividades conspirativas contra el régimen, y retornó al país una vez asumido el poder el sucesor de Santos, Máximo Tajes.
Cofundó entonces el diario La Defensa el que se opuso a la candidatura presidencial de Julio Herrera y Obes, por lo que al alcanzar este la presidencia en 1890, Cuñarro se alejó de la política, dedicándose a ejercer la abogacía en la ciudad de Mercedes, donde se radicó.
Sin embargo, fue electo poco después Presidente de la Junta Económico Administrativa de Soriano. Presidió asimismo por varios años la Comisión del Hospital de Caridad de Mercedes.
En 1897 fue nombrado miembro de la Dirección de Instrucción Primaria, en tanto que a principios de 1898 fue designado por el gobierno de Juan Lindolfo Cuestas como Jefe Político de Soriano.
En febrero de 1899, al restaurarse el Poder Legislativo constitucional tras el paréntesis generado por el golpe de Estado dado por Cuestas el año anterior, Cuñarro asumió una nueva banca de diputado, esta vez por el departamento de Flores, para la 20.ª legislatura (1899-1902).  Durante este período ocupó la primera vicepresidencia de la Cámara en 1901, año en el que también formó parte de la comisión del censo general. 
En 1902 resultó reelecto por un nuevo período para la 21.ª legislatura (1902-1905), ahora por el departamento de Colonia. En ese mismo año fue electo presidente de la Cámara de Representantes.
En 1905 fue electo (elección indirecta por Colegio Electoral) senador por el departamento de Colonia por el período 1905-1911, el que, no obstante, no completaría, renunciando a su cargo en diciembre de 1907 para asumir como miembro de la Alta Corte de Justicia.

## Alta Corte de Justicia (1907-1928)
En efecto, el 28 de octubre de 1907 se sancionó finalmente la ley (más tarde numerada como 3.246), que creó la Alta Corte de Justicia, prevista ya por la Constitución de 1830 pero hasta entonces nunca implementada.
El 9 de diciembre de 1907 Cuñarro fue uno de los cinco magistrados electos por la Asamblea General para integrar la Alta Corte fundacional. Sin embargo, no recibió el respaldo de los legisladores del Partido Nacional, sin dudas por poseer el perfil más nítidamente político partidario entre los candidatos. En consecuencia, fue electo con 50 votos, siendo la menor votación de los cinco (los restantes nombrados, Domingo González, Carlos Fein, Ezequiel Garzón y Luis Piera, recibieron entre 67 y 62). Cuñarro era, además, el único de ellos que no provenía directamente de la carrera judicial, si bien había tenido un pasaje por la magistratura como Juez Letrado de Río Negro en su juventud, dos décadas atrás.
La Corte quedó efectivamente instalada el día 19 de diciembre, al jurar el cargo los ministros designados.
Si bien la ley aprobada preveía en su artículo 36 que los miembros de la Alta Corte y todos los magistrados del Poder Judicial en general cesarían en su cargo al cumplir 70 años de edad, dicho artículo establecía a continuación que "En la constitución de la primera Alta Corte de Justicia no regirá lo dispuesto en el inciso anterior". Tampoco se establecía un período de duración máxima en el cargo para los miembros de la Alta Corte, por lo que el mandato de Cuñarro y los demás integrantes de la Alta Corte inaugural era virtualmente vitalicio.
Ninguno de los cinco miembros designados permanecería efectivamente en la Alta Corte hasta el fin de su vida, pero Cuñarro, con todo, sí llegó a hacer uso de la excepción otorgada por la ley respecto del límite de edad, ya que permaneció como miembro del cuerpo hasta cumplidos los 73 años, cuando se retiró voluntariamente, luego de completar 20 años como ministro del máximo tribunal del país (un récord de permanencia que solo comparte con Julio Bastos y Abel Pinto). 
Habiendo obtenido su jubilación, la que motivó un proceso judicial ante la negativa del Consejo Nacional de Administración a otorgarle sus haberes jubilatorios por el monto que él consideraba corresponderle, Cuñarro presentó su renuncia ante la Asamblea General el 24 de setiembre de 1928, siéndole aceptada el mismo día. Fue el último de los integrantes fundadores de la Alta Corte en abandonar su cargo. En su reemplazo fue elegido Teófilo Piñeyro.

## Otras actividades y muerte
El 24 de diciembre de 1920 fue designado por el gobierno de Baltasar Brum como miembro de la Corte Permanente de Arbitraje, por el período 1921-1927.
El 15 de enero de 1927 su mandato fue prorrogado por el gobierno de José Serrato para un nuevo período, 1927-1933. Por último, el 27 de julio de 1935 el presidente Gabriel Terra volvió a prorrogar su cargo en dicha Corte hasta enero de 1939.
En 1926 fue delegado del Uruguay a la inauguración del Monumento ecuestre a Carlos María de Alvear en Buenos Aires.
Falleció el 28 de febrero de 1941, a los 85 años, dejando a Ezequiel Garzón -cuatro años mayor- como el último superviviente de los miembros fundadores de la Alta Corte de Justicia (que para entonces, en la Constitución de 1934, ya había sido rebautizada con su nombre actual de Suprema Corte de Justicia).